# アメリカ合衆国北西部

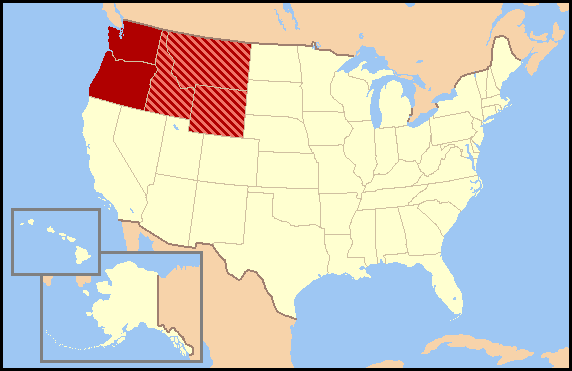
濃い赤色の諸州はほとんど常に含まれ、縞模様の諸州はたいてい同様にアメリカ合衆国北西部の一部に考えられる。

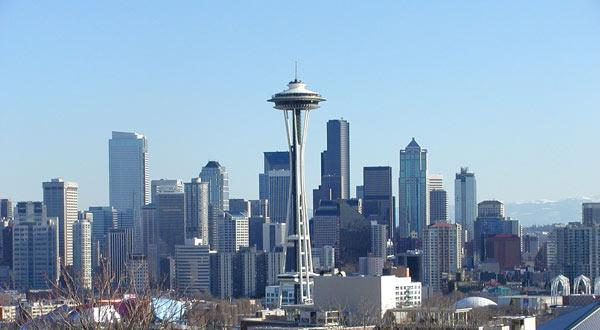
シアトルは北西の最大都市圏地域

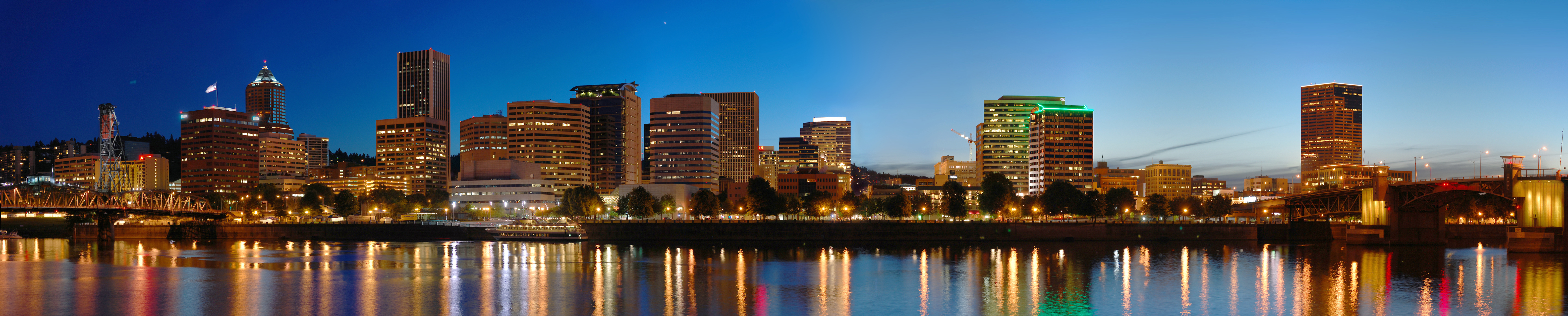
ポートランドは北西の二番目に大きい都市圏地域

アメリカ合衆国北西部（アメリカがっしゅうこくほくせいぶ、Northwestern United States）は、アメリカ合衆国の非公式の地理学上の地域のこと。この地域には、不変にオレゴン州、ワシントン州とアイダホ州、そしてたいていはモンタナ州とワイオミング州を含む。北西部に南東アラスカを含める資料もある。関連しているが異なった用語の"太平洋岸北西部"は一般にロッキー山脈東部から諸地域が除かれる。
アメリカ合衆国北西部はアメリカ合衆国西部地域の補部分である。（それ自体は、もっとよりあいまいである。）対照的に、アメリカ合衆国南西部とグレートプレーンズに隣接している諸地域に含まれる諸州は同時に両地域の部分と考えられる。
アメリカ合衆国南西部のように、北西の定義は時間外に西へ動く。19世紀の北西（通例"古き北西"と称される）は北西部領土からなり、しだいに中西を横切りその現在の定義にわたっている。現在の地域は古いオレゴン準州を含む（1848年成立–オレゴン州、ワシントン州、アイダホ州と大陸分水嶺の西のモンタナ州の諸地域）。その地域は、オレゴン州、ワシントン州、アイダホ州、アラスカ州よりなる連邦地域10に似ている。
1300万人以上の市民が住んでいる。 この地域のと国の最も速く成長している都市のいくつかにシアトル、ベルビュー、タコマ、バンクーバー、ケニウィック、パスコ、ヤキマ、ボイシを含む。

## 人口
共に、これらの諸州は、合わせて人口が13,654,456である。北西における最大の諸都市と都市圏諸地域:
| 順位 | 都市         | 州           | 人口    | 都市圏人口 |
| ---- | ------------ | ------------ | ------- | ---------- |
| 1    | シアトル     | ワシントン州 | 608,660 | 3,439,809  |
| 2    | ポートランド | オレゴン州   | 583,776 | 2,226,009  |
| 3    | ボイシ       | アイダホ州   | 210,145 | 653,789    |
| 4    | スポケーン   | ワシントン州 | 210,103 | 609,000    |
| 5    | タコマ       | ワシントン州 | 198,397 | 3,439,809  |
| 6    | バンクーバー | ワシントン州 | 161,791 | 2,226,009  |
| 7    | ユージーン   | オレゴン州   | 156,185 | 351,715    |
| 8    | セイラム     | オレゴン州   | 154,637 | 390,738    |
| 9    | ベルビュー   | ワシントン州 | 122,363 | 3,439,809  |
| 10   | ビリングス   | モンタナ州   | 104,170 | 158,050    |

## 参照
1. ↑   Merriam-Webster (1997). Merriam-Webster's geographical dictionary. Merriam-Webster. p. 876. ISBN 978-0-87779-546-9 2010年11月30日閲覧。